# Gränsskog
Gränsskog   är en svensk skog eller ett skogsområde som genom sin storlek och svårgenomtränglighet historiskt utgjort gränsområde mellan landskap, folkland eller dylikt. Under landskapslagarnas tid var gränsskogarna i rättslig mening ofta ingenmansland.
Hit hör områden som Hålaveden , Kolmården  , Långheden , Skuleskogen , Tiomilaskogen , Tiveden och Ödmården 